# Чехословачка на Европском првенству у атлетици на отвореном 1934.
Чехословачка је учествовала на 1. Европском првенству у атлетици на отвореном 1934. одржаном у Торинуу од 7. до 9. септембра. .  Била је једна од 23 земље учеснице чланице ЕАА. Репрезентацију Чехословачке представљалј је 12 атлетичара који су се такмичили у 12 дисциплина.
У укупном пласману Чехословачка је освојила само једну бронзану медаљу и делила 13 место са Данском и Грчком. Науспешнији такмичар Чехословачке био је бацач кугле Франтишек Доуда освајач бронзане медаље.
У табели успешности према броју и пласману такмичара који су учествовали у финалним такмичењима (првих 8 такмичара) Чехословачка је са  једним  пласманом у финалу заузео делила 14. место са 6 бодова, од 18 земаља које су имале представнике у филану, од укупно 23 земље учеснице.
| Пл.  | Земља        | 1. место | 2. место | 3. место | 4. место | 5. место | 6. место | 7. место | 8. место | Бр. фин. | Бодови |
| ---- | ------------ | -------- | -------- | -------- | -------- | -------- | -------- | -------- | -------- | -------- | ------ |
| =14. | Чехословачка | 0 - 0    | 0 - 0    | 1 - 6    | 0 - 0    | 0 - 0    | 0 - 0    | 0 - 0    | 0 - 0    | 1        | 6      |

## Учесници
| Бр. | Дисциплина | Мушкарци                       | Укупно |
| --- | ---------- | ------------------------------ | ------ |
| 1.  | 100 м      | Карел Бергман                  | 1      |
| 2.  | 200 м      | Карел Бергман¹                 | 9 (1)  |
| 3.  | 400 м      | Карел Кемницки Мирослав Хруска | 2      |
| 4.  | 800 м      | Евзен Росицки                  | 1      |
| 5.  | 1,500 м    | Бедрих Хосек                   | 1      |
| 6.  | 5.000 м    | Јозеф Косцак                   | 1      |
| 7.  | 10.000 м   | Јосеф Хрон                     | 1      |

| Бр. | Дисциплина     | Мушкарци                        | Укупно  |
| --- | -------------- | ------------------------------- | ------- |
| 8.  | Маратон        | Јосеф Сулц                      | 1       |
| 9.  | 110 м препоне  | Лудвик Команек                  | 1       |
| 10. | Скок удаљ      | Лудвик Команек¹                 | 0 (1)   |
| 11. | Бацање кугле   | Франтишек Доуда                 | 1       |
| 12. | Бацање кладива | Јарослав Елиијас Јарослав Кноте | 2       |
|     | Укупно (12)    | 12 (14)                         | 12 (14) |

- Такмичари означени бројем су учествовали у још онолико дисциплина колики је број.

## Освајачи медаља

### Бронза (1)
- Франтишек Доуда — Бацање кугле

## Резултати
| Атлетичар        | Дисциплина     | ЛР | Квалификације | Квалификације | Полуфинале           | Полуфинале           | Финале               | Финале        | Детаљи |
| Атлетичар        | Дисциплина     | ЛР | Резултат      | Место         | Резултат             | Место                | Резултат             | Место         | Детаљи |
| ---------------- | -------------- | -- | ------------- | ------------- | -------------------- | -------------------- | -------------------- | ------------- | ------ |
| Карел Бергман    | 100 м          |    | 11,3          | 3. у гр. 3 КВ | РН                   | 6. о оф. 1           | Није се квалификовао | =9 / 15       | [ 3 ]  |
| Карел Бергман¹   | 200 м          |    |               |               | РН                   | = 6. у пф 1          | Није се квалификовао | =11. / 12     | [ 3 ]  |
| Карел Кемницки   | 400 м          |    | 49,1          | 3. у гр. 1    |                      |                      | Није се квалификовао | =6. / 13      | [ 3 ]  |
| Мирослав Хруска  | 400 м          |    | 50,4          | 4. у гр. 2    | Није се квалификовао | 12. / 13             | [ 3 ]                |               |        |
| Евзен Росицки    | 800 м          |    | 1:57,8 ЛР     | 4. у гр. 2    | Није се квалификовао | 12. / 13             | [ 3 ]                |               |        |
| Бедрих Хосек     | 1.500 м        |    | 4:02.0        | 5. у гр. 2 ЛР | Није се квалификовао | 12. / 14             | [ 3 ]                |               |        |
| Јозеф Косцак     | 5.000 м        |    |               |               |                      |                      | 16:10,0 ЛР           | 13. / 13      | [ 3 ]  |
| Јосеф Хрон       | 10.000 м       |    | 34:02.6       | 8. / 8 (9)    | [ 3 ]                |                      |                      |               |        |
| Јосеф Сулц       | маратон        |    | РН            | 9. / 9 (15)   | [ 3 ]                |                      |                      |               |        |
| Лудвик Команек   | 110 м препоне  |    | 15.4          | 5. у гр. 3    | Није се квалификовао | Није се квалификовао | Није се квалификовао | 13. / 16 (17) | [ 3 ]  |
| Лудвик Команек¹  | скок удаљ      |    |               |               |                      |                      | 6,47 ЛР              | 14. / 15      | [ 3 ]  |
| Франтишек Доуда  | бацање кугле   |    | 15,18         |               | [ 3 ]                |                      |                      |               |        |
| Јарослав Елиијас | бацање кладива |    | 41,85 ЛР      | 10. / 11      | [ 3 ]                |                      |                      |               |        |
| Јарослав Кнотек  | бацање кладива |    | 39,58         | 11. / 11      | [ 3 ]                |                      |                      |               |        |

## Биланс медаља Чехословачке после 1. Европског првенства на отвореном 1934.
|    | ЕП    |   |   |   |   | УП   |
| 1. | 1934. | 0 | 0 | 1 | 1 | =13. |
| -- | ----- | - | - | - | - | ---- |

|                                        | Атлетичар-ка                           |                                        |                                        |                                        |                                        |                                        |
| Није било вишеструких освајача медаља. | Није било вишеструких освајача медаља. | Није било вишеструких освајача медаља. | Није било вишеструких освајача медаља. | Није било вишеструких освајача медаља. | Није било вишеструких освајача медаља. | Није било вишеструких освајача медаља. |
| -------------------------------------- | -------------------------------------- | -------------------------------------- | -------------------------------------- | -------------------------------------- | -------------------------------------- | -------------------------------------- |